# Grève des femmes de chambre de l'hôtel Ibis Batignolles
La grève des femmes de chambre de l'hôtel Ibis Batignolles est un mouvement social ayant débuté en juillet 2019 et s'étant terminé en mai 2021, organisé principalement par les femmes de chambre travaillant dans l'hôtel Ibis Batignolles de Paris du groupe Accor.

## Contexte
Le 17 juillet 2019, une trentaine de personnes travaillant à l'hôtel Ibis Clichy-Batignolles à Paris se mettent en grève pour une durée illimitée,, parmi la quarantaine de salariées de leur employeur STN, sous-traitant du groupe Accor,. La plupart sont des femmes de chambre, mais on trouve également un équipier (chargé notamment du nettoyage des parties communes ou du linge) au sein du mouvement. Cet hôtel Ibis est le deuxième plus grand de France et d'Europe avec 704 chambres. Elles sont accompagnées par le syndicat CGT-HPE (hôtels de prestige et économiques). Au début du mouvement, la plupart de ces femmes viennent d'Afrique de l'Ouest ou du Maghreb. Après quelques mois et le départ de certaines, celles qui restent sont toutes africaines. Elles dénoncent la sous-traitance de STN, qui les « exploite » et se battent contre la maltraitance au travail et le harcèlement. Elles dénoncent les conséquences physiques de leur travail, ainsi que la précarité, reprochant à STN de ne pas les payer,.
En mars 2017, une des femmes de chambre de l'hôtel a été violée par l'ancien directeur, condamné en 2024 à 7 ans de prison ferme.

## Revendications
Les femmes de chambre présentent une liste de seize points de revendications, comprenant entre autres, :
- Réduction de la cadence de trois chambres et demie par heure (c'est-à-dire une chambre en 17 minutes[9]) à trois chambres par heure ;
- Versement par STN d'une indemnité nourriture de 7,24 euros par jour ;
- Obtention d'une tenue correcte et adéquate payée par le sous-traitant ;
- Installation d'une pointeuse électronique pour obtenir le décompte précis de leurs heures ;
- Intégration au groupe Accor.

## Déroulement
Au début du mouvement social, les femmes de chambre se mettent en grève et manifestent devant l'hôtel Batignolles quotidiennement en tapant sur des casseroles et des tambours. Elles se disent prêtes à lutter jusqu'en 2021. Elles espèrent voir leurs revendications acceptées, à la suite des précédents de la grève de 87 jours du personnel chargé du nettoyage du palace parisien Park Hyatt Vendôme et de celle de 111 jours par les salariées de l’Holiday Inn de la Porte de Clichy. Selon une animatrice syndicale à la CGT, également organisatrice de plusieurs grèves de femmes de chambre : « Il y a clairement une dimension féministe et antiraciste dans cette lutte, qui trahit a une distribution sexuelle et raciale du travail. »
Rapidement elles ne sont plus que vingt : dix-sept femmes de chambres, deux gouvernantes et un équipier.
En décembre 2019, les négociations avec STN et le groupe Accor sont au point mort et la lassitude se fait sentir. STN a proposé des augmentations de salaires horaires et une prime de panier repas de 3,62 euros, refusée par les grévistes, et a accepté l’installation d’une pointeuse. Le journal 20 Minutes indique que quatre femmes de chambre ont accepté de reprendre le travail. Une cagnotte mise en place par la CGT permet aux grévistes de compenser une partie de leur perte de salaire.
Les grévistes tiennent un piquet de grève à l’Ibis du lundi au vendredi de 9 h à 16 h, avec danses, chants et confettis. Elles envahissent également régulièrement des halls d’hôtels du groupe Accor, participent à des fêtes de quartier. Le mercredi 19 mai 2021, elles envahissent, avec lancer de confettis, le hall du Pullman Tour Eiffel à Paris.
Une médiation est prévue le 19 mars 2020, mais le confinement est décrété en France pour faire face à la pandémie de Covid-19, leur grève est suspendue le 16 mars 2020 et elles sont placées au chômage partiel.
Elles participent à différents cortèges syndicaux, comme le Premier mai 2021.
Elles attaquent leur employeur pour travail dissimulé mais sont déboutées. En décembre 2020, leur avocat, maître Slim Ben Achour, demande qu'Accor soit reconnu comme leur co-employeur,. Un des arguments est que les femmes de chambre et les équipiers sont sous la responsabilité de 14 gouvernantes, dont trois sont employées par l’hôtel directement. En avril 2021, une tentative de conciliation échoue et le dossier est renvoyé en audience de jugement au 13 décembre.

## Résolution
En mai 2021, après vingt-deux mois de lutte (huit de grève puis quatorze d'activité partielle), une médiation supervisée par l'inspection du travail aboutit à un protocole d'accord, signé le 25 mai 2021,. L'accord prévoit en particulier des revalorisations salariales de 250 à 500 euros, par le biais d'une prime de panier repas à 7,30 euros, d'une augmentation des qualifications, du passage de sept personnes à temps complet et du passage des cadences de 3,5 à 3 chambres par heure. L'accord inclut également une pause de 30 minutes,. L'intégration au sein de l'hôtel n'a pas pu être obtenue, AccorInvest ayant un plan de licenciement de 700 postes en France. L'accord est signé par les représentantes des femmes de chambre, la société STN, la CGT-HPE et l’inspection du Travail. Selon les situations et leurs soutiens, la situation se serait débloquée car le groupe Accor voulait maintenir son image de marque, au moment de la réouverture après le confinement,. En contrepartie de l'accord, les actions judiciaires engagées doivent être abandonnées.
L'accord s'applique aux autres employés de l'hôtel, mais pas à tous les hôtels du groupe Accor car il s'agit d'un accord de site. Claude Lévy, de la CGT-HPE, considère toutefois que cette victoire fera jurisprudence.

## Soutiens
Dès le début de leur mobilisation, les grévistes reçoivent le soutien de la sénatrice communiste Laurence Cohen, qui s'engage à interpeller la ministre du Travail Muriel Pénicaud et la secrétaire d’État chargée de l’égalité entre les femmes et les hommes Marlène Schiappa, mais sa question écrite au gouvernement est restée sans réponse
En septembre 2019, elles reçoivent le soutien de Philippe Poutou.
Une cagnotte est créée en ligne, qui a rassemblé 16 500 euros en septembre 2019. La caisse de grève du syndicat est également utilisée pour payer leurs salaires.
Le député La France insoumise François Ruffin fait également partie de leurs soutiens, tout comme la députée Danièle Obono, d'autres élus de gauche comme Audrey Pulvar et Éric Coquerel, des militantes féministes et d'autres employés de l'hôtellerie.

## Analyse
Selon le journal Libération, le mouvement est emblématique par sa durée de vingt-deux mois (le plus long de l'histoire de l'hôtellerie), mais également car il incarne le fait que « le capitalisme prospère en grande partie sur une redoutable division du travail, laquelle se traduit par un recours massif à la sous-traitance dans les entreprises de services ».

## Dans les arts et la culture

### Filmographie

#### Fiction
- 2025 : Frotter Frotter, série créée par Hélène Le Gal, Laure Mentzel et Mélusine Laura Raynaud, réalisée par Marion Vernoux
- 2024 : Petites Mains de Nessim Chikhaoui[19]